# Bidni
El Bidni, que también se conoce como Bitni, es un cultivar de olivo de la isla mediterránea de Malta. La fruta es de tamaño pequeño, abundante con un "color violeta", y es famosa por su aceite superior que es de baja acidez. Esto último se atribuye generalmente al suelo alcalino de mala calidad que se encuentra en las islas maltesas. Como cultivar de olivo autóctono, el Bidni ha desarrollado un perfil de ADN único, y se cree que se encuentra entre las especies más antiguas de la isla, lo que llevado a  que las autoridades locales declaren algunos de estos árboles antiguos "monumentos nacionales", y que tiene una "importancia anticuaria", un estatus del que sólo disfrutan un puñado de otras especies.

## Etimología
Según el "Diccionario Maltés-Inglés", la palabra "Bidni" se deriva de "badan", que significa "corpulento", "robusto", "hacerse robusto". Bidni ("żebbuġ", aceituna), es un "olivo grande que produce aceitunas muy pequeñas". Por eso, el árbol se llama Bidni porque es "corpulento". Esto contradice varias fuentes en línea que sugieren que la palabra Bidni se originó en la aldea rural de Bidnija, o que la palabra significa "jorobado" en el idioma maltés.

## Características
En una publicación histórica titulada "Cultivo y enfermedades de los árboles frutales en las islas maltesas", John Borg (1922), profesor de Historia Natural, Superintendente de Agricultura y fundador de la Granja Experimental del Gobierno en Għammieri, describió el Bitni como sigue:

El árbol es un cultivar vigoroso y de constitución fuerte. Las hojas son anchas y bastante cortas, de un vivo color verde brillante en la superficie superior. El fruto es muy pequeño, casi elíptico, con un hueso comparativamente muy pequeño, y adquiere un hermoso color violeta oscuro brillante en la madurez, que tiene lugar hacia finales de octubre o principios de noviembre. Es muy rico en aceite de excelente calidad, pero la fruta, aunque muy pequeña, suele estar encurtida o salada y tiene un rico sabor sin amargor. La fruta se produce en racimos, y la producción a veces es asombrosa, el árbol se vuelve literalmente negro de fruta. El árbol y su fruto son muy resistentes a las enfermedades, el fruto presenta también la ventaja de que nunca es atacado por la mosca del olivo Dacus Oleae y, por lo tanto, siempre se deja madurar en el árbol. Es una variedad que parece ser la más adecuada para grandes plantaciones, con miras a la producción de aceite.
-John Borg

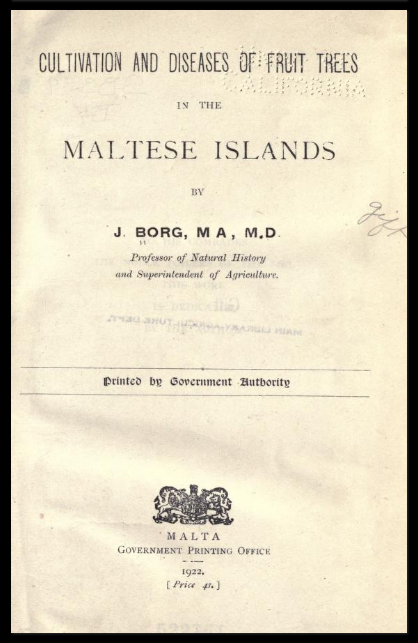
El trabajo de Borg, publicado en 1922

Décadas más tarde, las cualidades de resistencia a la enfermedad de Bitni todavía desconciertan a los científicos. Descrita por el Olive Oil Times como una "variedad local peculiar", informes parecen sugerir que niveles anormalmente altos de oleuropeína, un antibiótico natural producido por el árbol para proteger sus frutos y hojas, pueden estar detrás de esta característica notable. El aceite de Bitni se ha descrito como "picante" y "condimentado", que contiene "polifenoles elevados", una característica que lo diferencia de otros aceites. Una vez plenamente establecido, se produce fruta en abundancia, hasta 60 kilos por árbol.

## Protección

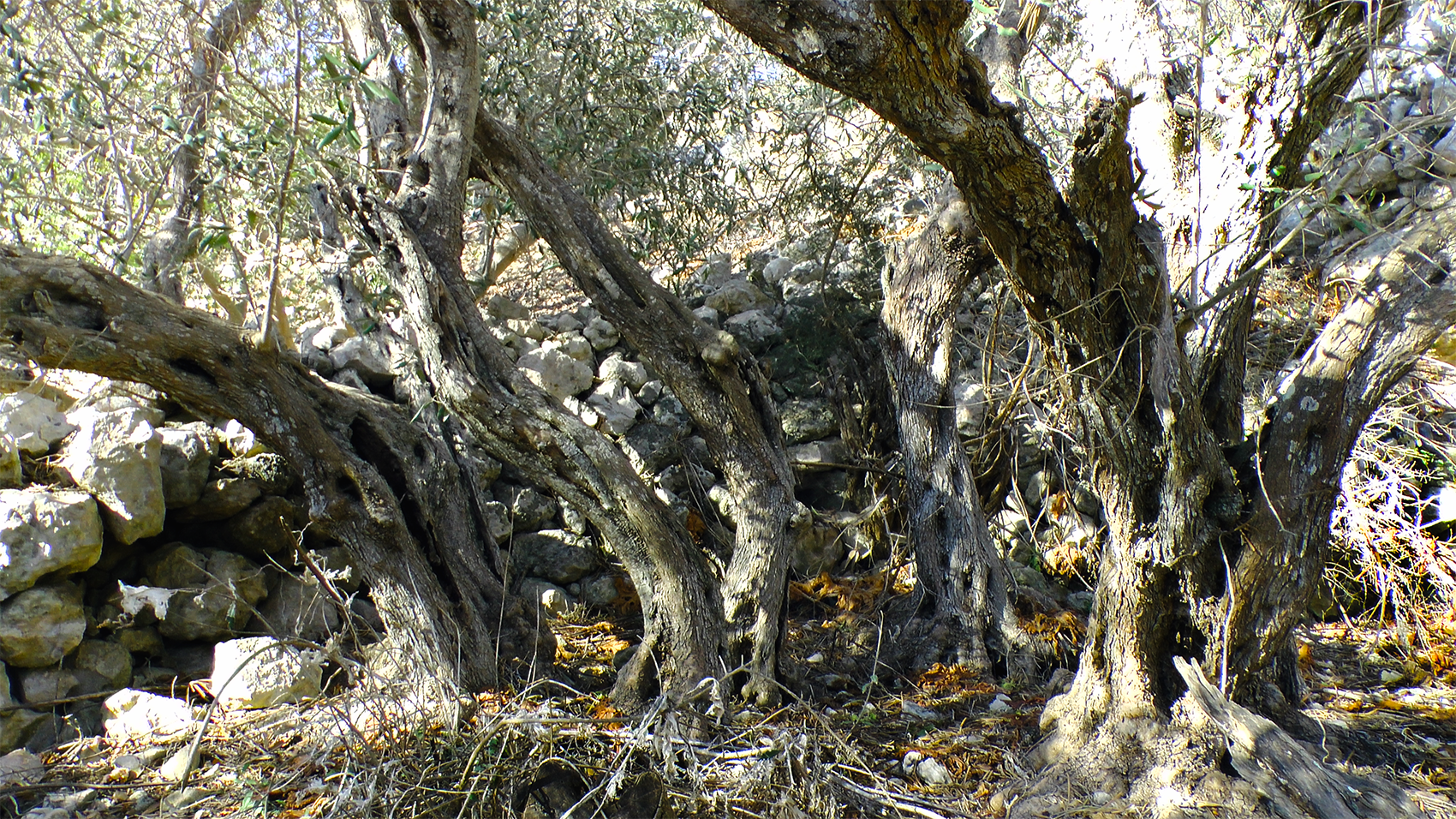
Un olivo Bidni milenario

La antigüedad de los antiguos olivos Bidni de Malta ha sido confirmada mediante datación por carbono. Los olivos Bidni, que datan del siglo I d. C., están protegidos desde 1933, y también figuran en la Base de datos de la Unesco sobre leyes del patrimonio cultural nacional. En 2011, tras reconocer su valor histórico y paisajístico, y en reconocimiento de que "sólo quedan 20 árboles de los 40 de principios del siglo XX", las autoridades locales declararon el antiguo olivar de Bidni en Bidnija como Árbol. Área Protegida, en virtud de lo dispuesto en un reglamento elaborado en 2011. Estos olivos Bidni altamente protegidos, que miden entre cinco y ocho metros de altura, todavía dan frutos. Aunque su fruto es demasiado pequeño para cosechar, los visitantes suelen venerar a los antiguos árboles bidni. En los terrenos privados del castillo de Qannotta en Wardija se pueden encontrar otros olivos Bidni de los alrededores.
Dado que el Gobierno de Malta ha reconocido que el olivo forma parte integrante del paisaje tradicional, la poda, tala y desarraigo intensos de olivos, incluido el de la variedad Bidni, están sujetos a un permiso de las autoridades competentes.
Aunque la aceituna Bidni no tiene el estatus de DOP, hay una serie de iniciativas, que incluyen estudios sobre su composición genética, para lograr esta certificación. Además de proteger legalmente su nombre, los profesionales del mercadeo suelen utilizar este estado de autenticidad para obtener una ventaja competitiva en los mercados europeos e internacionales.

## Renacimiento
En enero de 2006 se puso en marcha el Proyecto de Reactivación del Olivo Indígena Maltés (PROIM). Aparte de revivir cultivares autóctonos, como el Bidni, uno de los objetivos de este proyecto era aumentar sustancialmente los niveles de producción en un intento por obtener el codiciado estatus de DOP. Como resultado directo de PROIM, se injertaron y plantaron unos 30000 olivos Bidni, sentando así las bases necesarias para la creación de una industria especializada. La metodología detrás de este proceso constaba de varios pasos. Después de recolectar pepitas de aceituna del antiguo olivar Bidni de Bidnija, estas se sembraron en la Granja Experimental del Gobierno de Malta en Għammieri y se dejaron germinar para su uso como patrón. Una vez que los portainjertos fueron viables, se tomaron esquejes de los olivos Bidni milenarios y se injertaron cuidadosamente en los portainjertos. Se están realizando esfuerzos para plantar más olivos Bidni.

## Gastronomía

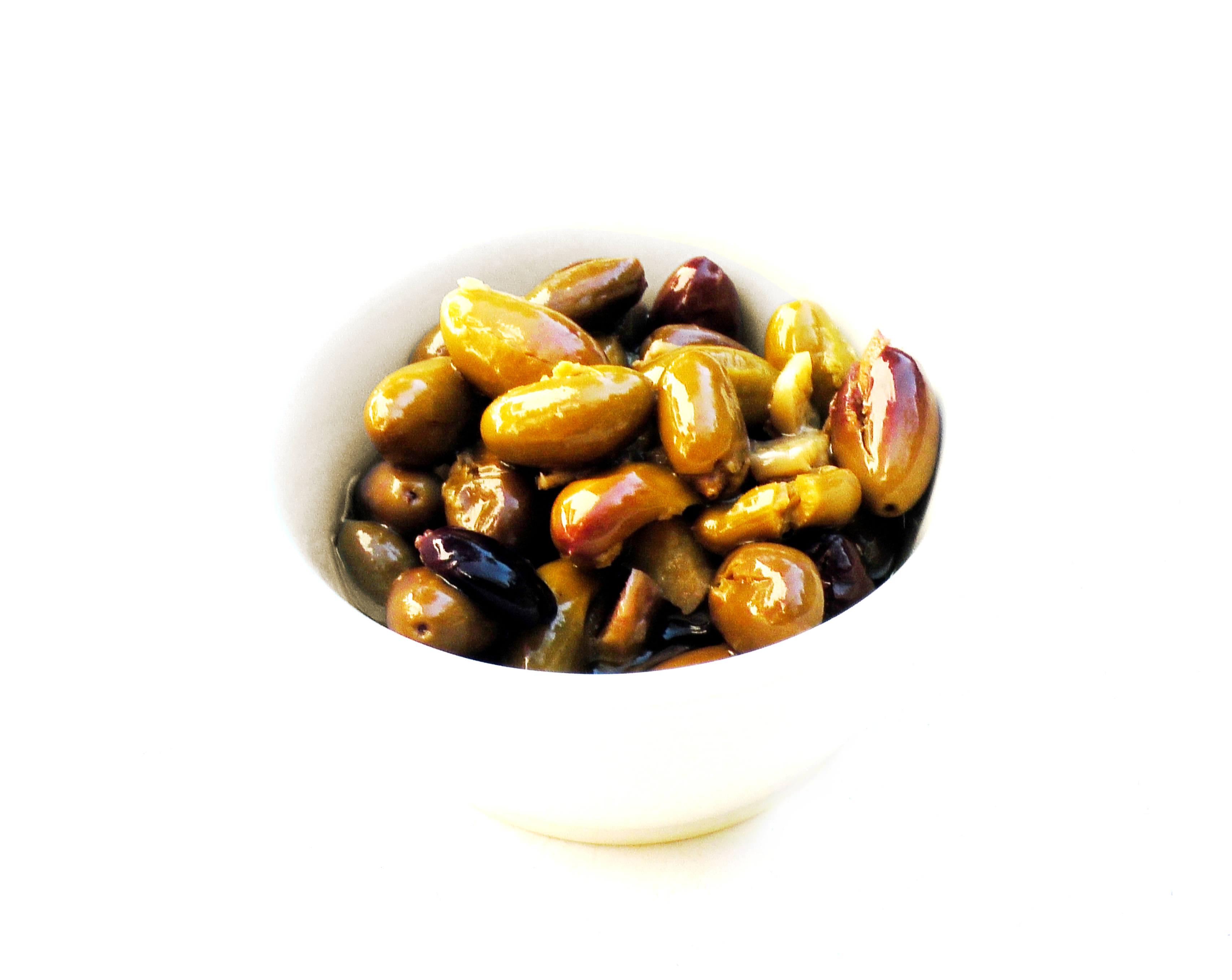
Aceitunas Bidni trituradas en aceite de oliva virgen extra al ajo

Los malteses usan su aceite de oliva con bastante generosidad. En 2012, ocuparon el octavo lugar en el mundo en consumo de aceite de oliva per cápita. Con equipos de procesamiento de aceite de oliva que datan del Imperio romano, y posiblemente incluso antes de este período, el consumo de aceite se ha convertido desde entonces en una parte integral de la dieta maltesa. Por ejemplo, en 1804, el escritor francés Louis de Boisgelin señaló que "un diente de ajo o una cebolla, anchoas bañadas en aceite y pescado salado", era la "dieta habitual" de los malteses. Hoy en día, el uso de aceite en la cocina maltesa sigue siendo predominante. El popular aperitivo maltés "ħobż biż-żejt", que literalmente se traduce como "pan con aceite", es testimonio de ello.
Aunque el Bidni es conocida principalmente por su aceite superior, la fruta pequeña también se puede disfrutar como aceituna de mesa. Un método popular es triturar aceitunas Bidni en aceite de oliva virgen extra con infusión de ajo y luego comerlas con pan maltés. Otro método consiste en freír suavemente las aceitunas Bidni después de conservarlas en salmuera y luego servirlas con hierbas de temporada como el perejil o la menta. Las hojas del árbol Bidni también se han utilizado para hacer té, que se cree que reduce la presión arterial alta. Este antiguo remedio "todavía se utiliza en las comunidades rurales de Malta".